# النائب العام في إسرائيل
النائب العام في إسرائيل أو المدعي العام في إسرائيل (بالعبرية: היועץ המשפטי לממשלה، ها-ها-Yo'etz Mishpati لا-Memshala، مضاءة المستشار القانوني للحكومة) رأس النظام القانوني للسلطة التنفيذية والنيابة العامة للدولة. يقدم النائب العام المشورة للحكومة في الأمور القانونية، ويمثل سلطات الدولة في المحاكم، ويقدم المشورة في إعداد المذكرات القانونية للحكومة بشكل عام ووزير العدل بشكل خاص. وبالمثل يقوم بفحص وتقديم المشورة بشأن مشاريع القوانين الخاصة بالأعضاء في الكنيست.
بالإضافة إلى ذلك، فإن المدعي العام مكلف بحماية سيادة القانون، وعلى هذا النحو، فهو مكلف بحماية المصلحة العامة من الضرر المحتمل من قبل السلطات الحكومية. إنه منصب معين مستقل، وهو من أهم المناصب وأكثرها تأثيراً في الديمقراطية الإسرائيلية، ومؤسسة مركزية في إطار النظام القانوني الإسرائيلي. بسبب تقاليد القانون العام للنظام القانوني المحلي، لم يتم تدوين واجبات المدعي العام في القانون وقد ولدت من السوابق والتقاليد على مر السنين.

## قائمة النائب العام
| الاسم              | الفترة    |
| ------------------ | --------- |
| ياكوف شمشون شابيرا | 1948–1950 |
| حاييم كوهين        | 1950–1960 |
| جدعون هاوزنر       | 1960–1963 |
| موشيه بن زئيف      | 1963–1968 |
| مائير شيمغار       | 1968–1975 |
| أهارون باراك       | 1975–1978 |
| يتسحاق زامير       | 1978–1986 |
| Yosef Harish       | 1986–1993 |
| Michael Ben-Yair   | 1993–1997 |
| روني بار أون       | 1997      |
| Elyakim Rubinstein | 1997–2004 |
| مناحم مزوز         | 2004–2010 |
| يهودا وينشتاين     | 2010–2016 |
| أفيخاي ماندلبليت   | 2016–2022 |
| غالي بهاراف ميارا  | 2022–     |